# Монтебело (Калифорния)
Вижте пояснителната страница за други значения на Монтебело.
Монтебело (на английски: Montebello произнася се Монтъбело) е град в окръг Лос Анджелис в щата Калифорния, САЩ. Монтебело е с население от 62 150 жители (2000) и обща площ от 21,60 km². Монтебело се намира на 13 km на изток от центъра на Лос Анджелис.